# Psammis kliei
Psammis kliei är en kräftdjursart som beskrevs av Smirnov 1946. Psammis kliei ingår i släktet Psammis och familjen Pseudotachidiidae. Inga underarter finns listade i Catalogue of Life.